# Soqman ibn Artuq
Muʿīn al-dīn Soqmān ibn Artuq o Muʿīn al-Dîn Sökmen o Muʿīn al-Dawla Sökmen (in arabo سقمان بن أرتق‎?; ... – Palmira, 1105) era un ufficiale turcomanno della famiglia degli Artuqidi, al servizio dei Selgiuchidi. 
Fu signore di Mardin e governatore di Gerusalemme fino a poco prima della conquista della città da parte dei Crociati.

## Biografia
Succedette a suo padre nel 1091 come governatore di Gerusalemme sotto la sovranità del Sultano selgiuchide di Siria Tutush I, che morì nel 1095. 
I figli di Tutush si divisero i suoi territori e di conseguenza Soqmān fu sottoposto alla sovranità di Ridwān, re di Aleppo, per i domini di Mardin e di Hisn Kayfā e di Duqāq, re di Damasco, per Gerusalemme. 

Il problema di questa doppia doppia sovranità era che i due fratelli si detestavano, il che metteva Soqmān in una posizione difficile in caso di conflitto.
Nel 1098 egli si unì all'esercito che tentava di sloggiare i crociati che assediavano Antiochia, difesa da Yâghî Siyân, ma l'esercito fu sconfitto davanti alla città il 9 febbraio 1098. 
Nel mese di giugno, con lo stesso scopo, entrò nell'esercito di Kerbogha, che arrivò ad Antiochia il giorno dopo la conquista della città da parte dei crociati.
Ebbe inizio un secondo assedio, a parti invertite, e il 28 giugno cristiani e musulmani si diedero battaglia, risoltasi rapidamente in una disfatta per i musulmani.
Soqmān e Janâh al-Dawla, emiro di Homs, furono gli ultimi a restare sul campo di battaglia, prima di essere anch'essi costretti a fuggire.
Nel 1098, approfittando delle difficoltà dei Selgiuchidi, alle prese con la Prima crociata, il visir fatimide al-Afdal Shahanshah attaccò la Palestina e, nel luglio 1098, mise sotto assedio Gerusalemme, difesa da Soqmān e da suo fratello Īl Ghāzī.

Il 26 agosto 1098, Soqmān e Īl Ghāzī furono costretti a capitolare e a consegnare la città, ma poterono liberamente raggiungere Damasco. 
Soqmān si ritirò nelle sue terre della Siria settentrionale, ma si ritrovò vicino alla contea di Edessa.
Nel 1097 il conte Baldovino I aveva preso la piazzaforte di Sarūj togliendola a Balak, il nipote di Soqman, e quest'ultimo nel gennaio 1101 tentò di riprenderla scontrandosi con il conte Baldovino II che lo mise in rotta.
Nel 1102 vari pretendenti si disputavano la successione a Kerbogha, atabeg di Mossul, e Soqmān sostenne uno di questi, Mūsā. 
Quest'ultimo fu salvato dall'intervento di Soqmān ma morì subito dopo, ucciso da Jekermish.
Jekermish e Soqmān si impegnarono in una lotta feroce fino alla primavera 1104, quando i crociati Baldovino di Le Bourcq, conte di Edessa, Boemondo di Taranto, principe di Antiochia, Tancredi d'Altavilla e Joscelin de Courtenay, signore di Turbessel posero sotto assedio Harran, progettando di arrivare fino a Mosul e poi a Baghdad.
 
Jekermish e Soqmān allora si allearono per lottare contro gli invasori e li sconfissero nella battaglia di Ḥarrān il 7 maggio 1104, dove Baldovino di Le Bourcq e Joscelin de Courtenay furono fatti prigionieri.

La ripresa del conflitto tra i due condottieri turchi impedì loro di sfruttare la vittoria.
Poco tempo dopo Fakhr al-Mulk, qadi di Tripoli assediata dagli Ifranj di Raimondo di Saint-Gilles, chiese il suo aiuto. 
Soqmān radunò un esercito e mosse verso Tripoli, ma morì improvvisamente per un'angina all'inizio del 1105, a Palmira.